# Samurai Girl
Samurai Girl ist eine US-amerikanische sechsteilige Miniserie nach einer Romanreihe von Carrie Asai. Produziert wurde die Serie 2008 von Bob Levy für den Kabelsender ABC Family.

## Handlung

### Zusammenfassung
Die Fernsehserie erzählt die Geschichte der asiatischen Schwertkämpferin Heaven, die einer Legende nach die mächtige Schwertkämpferin „Samurai Girl“ ist. Zusammen mit ihren Freunden, der ständig plappernden Cheryl und dem Technikfreak und Nerd Otto kämpft sie gegen ihren Vater, den mächtigen Gangsterboss Tasuke Kogo. Dieser will die Macht des Samurai Girls ausnutzen und so sein Imperium vergrößern. Unterstützt werden die drei Freunde dabei vom Schwertkämpfer und Ex-Yakuza Jake und dem Secret-Service-Agenten Severin. Heaven verliebt sich dabei in Jake, doch verschiedene Umstände machen eine Beziehung zwischen den beiden nahezu unmöglich.

### Das Buch des Schwertes Teil 1 und 2
Heaven ist die Adoptivtochter des einflussreichen Unternehmers Tasuke. Sie ist die einzige Überlebende eines Flugzeugabsturzes. Zusammen mit ihrem Bruder Hiko wächst sie wohlbehütet in Japan auf. Dieser verlässt sie jedoch kurz vor ihrem Geburtstag, um mit seinem Freund Jake in San Francisco zu leben. Bei ihrer Zwangshochzeit mit dem Sohn eines weiteren Geschäftsmanns tauchen unvermittelt Ninjas auf und verletzen ihren Vater schwer. Heaven kann mit Hilfe ihres, mittlerweile vom Vater verstoßenen Bruder fliehen, der jedoch während der Flucht stirbt. Er verweist sie an seinen Freund Jake. Auf der Flucht kommt sie zunächst bei Cheryl und ihrem Mitbewohner Otto unter. Mit deren Hilfe gelingt es ihr Jake zu finden, der ihr eine Videobotschaft von Hiko zukommen lässt. Gegen den letzten Willen ihres Bruders versucht sie herauszufinden, was eigentlich los ist. Aus den Kogo Towers ihres Vaters entwendet sie einen Laptop, der von Otto zwar geknackt wird, sich aber nach dem Abspielen eines Echtzeitvideos von selbst löscht. Im letzten Moment kann Otto herausfinden, wo Noriyuki, der Fahrer von Heaven, gefoltert wird. Mit Hilfe von Jake gelingt es ihr den Mann zu befreien. Von Noriyuki erfährt sie, was es mit dem Attentat auf sich hat. Heaven selbst ist ein Nachfahre eines legendären Samurais und hat die Schwertkunst im Blut.
Zusammen mit Jake beginnt sie zu trainieren. Von dem Secret Service-Agenten Severin erfährt sie, dass das Attentat auf ihren Vater nur eine Täuschung war. Ihr Adoptivvater ist ein hochrangiger Yakuza, der das Attentat nur als Finte benutzte, um den Vater ihres Verlobten auszuschalten. Jake selbst gehörte der Gangsterbande einmal an, hat sich nun aber gegen sie gestellt und versteckt sich vor den Yakuzas. Als Heaven ihre E-Mails abrufen möchte, um zu sehen, ob ihr Vater ihr eine Nachricht geschickt hat, werden sie, Otto und Cheryl von Ninjas attackiert. Es gelingt ihnen zu entkommen und die Freunde ziehen zu Jake. Severin bittet Heaven ihr zu helfen die Geschäfte ihres Vaters zu zerschlagen. Obwohl sie ihm immer noch nicht richtig glaubt, willigt sie ein.

### Das Buch des Herzens Teil 1 und 2
Heaven kehrt zu ihrem Vater zurück und spielt die Ahnungslose. Bei einem Essen mit ihren Freunden entwendet sie wichtige Computerdateien aus dem Rechner des Vaters. Von ihrem Verlobten erfährt sie, dass ihr Adoptivvater wirklich hinter dem Mordkomplott steckt. Nach der Beerdigung ihres Bruders fliegt ihre Tarnung auf, als Sato, die rechte Hand von Tatsuke, Otto und Severin per Webcam erkennt. Ihr Vater versucht sie gefangen zu nehmen, doch Jake rettet Heaven. Sie entwenden noch schnell das legendäre Schwert ihres Vaters, zudem Heaven eine besondere Beziehung hat. Hier bemerkt sie zum ersten Mal ihre besonderen Kräfte: Während des Kampfes fliegt das Schwert einfach in ihre Hand. Als sich Jake und Heaven gerade näherkommen, taucht Jakes Ex-Verlobte Karen auf und zerstört das junge Glück.
Severin hat derweil ein paar Dokumente aus den Dateien an einen befreundeten Professor übergeben, der die seltenen Stücke übersetzt. Die Schriftrollen enthüllen die Legende des „Samurai Girls“. Wichtige Informationen seien auf alten Knochen im japanischen Konsulat versteckt. Heaven und ihre Freunde entwenden die Knochen und erfahren, dass ein seltener „Spiegel“ zur Lösung des Geheimnisses beitragen kann. Dieser wird in der Sierra Nevada aufbewahrt. Jake, Heaven und Severin eilen dorthin, kommen aber zu spät. Sie beschließen den Felsen von Hand zu erklettern, doch es löst sich das Seil. Heaven muss zwischen Jake und Severin entscheiden.

### Das Buch der Schatten, Teil 1 und 2
Heaven zerschneidet das Seil von Jake, der in die Tiefe stürzt. Heaven und Severin scheitern, Sato kommt zuerst an den Spiegel, der die Form eines Kristalls hat. Derweil finden Otto und Cheryl heraus, dass etwas mit Karen nicht stimmt, ihr Pass enthält einen anderen Namen. Als Heaven zu ihnen nach Hause kommt und vom vermeintlichen Tod Jakes erzählt, lässt die Trauer dieses Ereignisses die Entdeckung jedoch vergessen. Jake hat aber wie durch ein Wunder den Sturz überlebt, er überwältigt Sato und schafft ihn in seine Wohnung. Dort verhört ihn Severin. Jake und Karen bändeln wieder an und Jake scheint die Beziehung zu Heaven zu verdrängen. Mit Hilfe Satos stellen die fünf Tatsuke eine Falle, doch Karen vereitelt den Plan, tötet Sato und fügt sich selbst eine Verletzung zu. Heaven zweifelt jedoch an ihr und setzt sie auf eine falsche Fährte an. Sie gibt vor, einen Ort im Spiegel gesehen zu haben. Karen schickt Tatsuke dorthin, der von Severin festgenommen und in ein Gefängnis gesteckt wird.
Heaven erzählt Jake von Karens trügerischem Spiel. Doch es ist zu spät: Karen verletzt Jake schwer, überwältigt Heaven und nimmt Cheryl als Geisel. Zum Showdown treffen sich Heaven und Karen am Ort, den der Kristall tatsächlich gezeigt hat: dem Waisenhaus, in dem Heaven zuerst untergebracht wurde. Dort befindet sich ein Altar auf dem Karen Heaven hinrichten will, um so die Kräfte von ihr freizusetzen. Es gelingt Heaven jedoch Karen zu töten.
Zurück in den Staaten ist Jake verschwunden, ansonsten nimmt alles wieder seinen gewohnten Lauf. Nach Heavens Schicht in einem Diner wird sie jedoch plötzlich von Ninjas und Sato überfallen.

## Hintergrund
Die sechsteilige Miniserie basiert auf den Jugendromanen The Book of the Sword, The Book of the Heart und The Book of the Shadows von Carrie Asai, die diese mit verschiedenen Coautoren realisiert hatte. Das Drehbuch verfasste Luke McCullen, der für ABC bereits die Serie Kyle XY geschrieben hatte. Der größte Teil der Dreharbeiten wurde in Vancouver abgedreht.

## Veröffentlichung
Die Serie wurde in den Vereinigten Staaten vom 5. September bis zum 7. September 2008 ausgestrahlt. Dabei wurden je zwei Folgen als 90-minütiges Special ausgestrahlt. Die Deutschlandpremiere fand 2009 auf dem Pay-TV-Sender Premiere 4 statt und erfolgte nach dem amerikanischen Vorbild an drei Tagen zu je zwei Folgen. Die Serie startete am 22. Juni 2009 auf Premiere 4 und endete am 6. Juli 2009 auf Sky Cinema Hits. Im deutschen Free-TV lief die Serie am 2. und 6. Februar 2011 auf RTL II als Zweiteiler.